# Apricena
Apricena est une commune italienne de la province de Foggia, dans la région Pouilles.

## Administration
| Période                                  | Période | Identité | Étiquette | Qualité |
| ---------------------------------------- | ------- | -------- | --------- | ------- |
|                                          |         |          |           |         |
| Les données manquantes sont à compléter. |         |          |           |         |

### Communes limitrophes
Lesina, Poggio Imperiale, Rignano Garganico, San Marco in Lamis, San Paolo di Civitate, San Severo, San Nicandro Garganico.